# Boratabenzène
L'anion boratabenzène est une espèce chimique hétérocyclique aromatique de formule chimique C5H5BH−. Ses dérivés sont des ligands formant des complexes haptiques à l'instar du cyclopentadiényle C5H5−. On en connaît ainsi des complexes sandwich et en tabouret de piano (demi-sandwich) avec divers métaux de transition,.

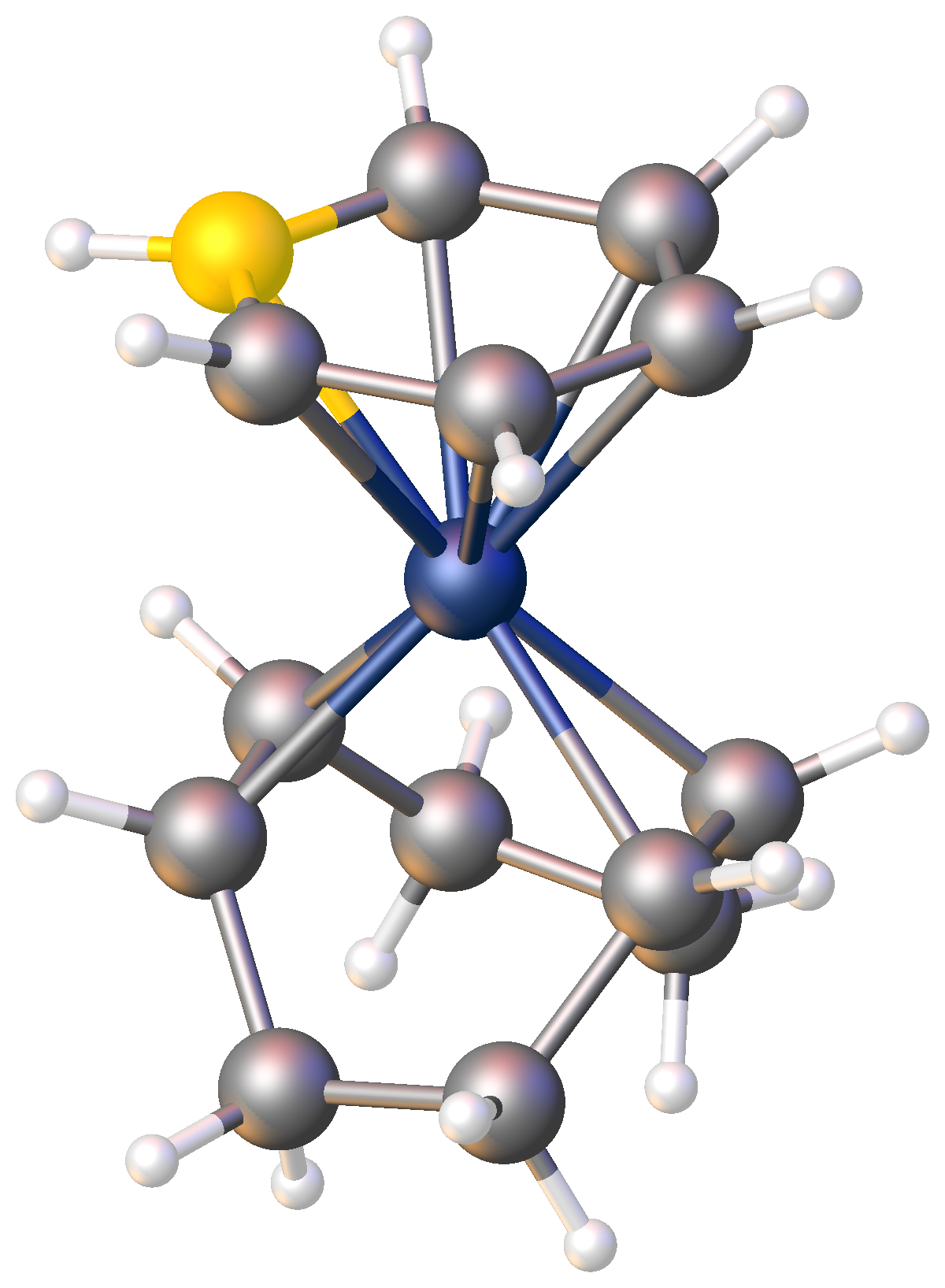
Structure du complexe (η6-C5H5BH)Rh(C8H12)[4].

Les adduits de borabenzène C5H5B sont des hétérocycles de structure électronique apparentée. L'adduit C5H5B··NC5H5 avec la pyridine présente des propriétés du boratabenzène, c'est-à-dire qu'il se comporte comme s'il avait pour structure C5H5B−–+NC5H5.